# Апама (жена Селевка I)
Апама (Апама I; др.-греч. Ἀπάμα; от авест. apama- «последний» буквально «самый младший [ребенок], птенец»)) — персидская аристократка, предположительно дочь Спитамена, первая жена основателя династии Селевкидов Селевка I, которому наследовал её сын Антиох I Сотер. Большинство царей государства Селевкидов были потомками Апамы.

## Биография
Апама родилась около 340 года до н. э. в семье согдийского аристократа Спитамена. Согласно предположению У. Тарна, мать Апамы и жена Спитамена могла быть представительницей царской династии Ахеменидов. В таком случае девочку могли назвать в честь бабки, дочери Артаксеркса II Апамы. В 329 году до н. э. Спитамен возглавил восстание против македонян и даже нанёс им чувствительное поражение при Политимете. В 327 году до н. э. Спитамен погиб. По одной из версий, он был убит собственной женой и вероятной матерью Апамы. Семья Спитамена, включая Апаму, попала в руки македонян.
В 324 году до н. э. во время массового бракосочетания в Сузах между знатными персиянками и македонскими военачальниками, которое, по мнению Александра Македонского, должно было примирить оба народа, девушку выдали замуж за Селевка. В 324/323 году до н. э. у пары родился сын, которого в честь деда назвали Антиохом. Вскоре после смерти македонского царя в 323 году до н. э. большинство македонян и греков развелись со своими новыми супругами. Однако Селевк стал в этом плане одним из немногих исключений среди македонских аристократов. Византийский историк Иоанн Малала утверждал, что Апама родила Селевку двух дочерей — Апаму и Лаодику, чьё существование историки ставят под сомнение. Ещё одним сыном Апамы мог быть Ахей.
Одним из факторов счастливого брака Апамы мог быть политический рассчёт Селевка. Во время бракосочетания в Сузах Селевк не обладал царскими амбициями. Позднее, во время войн диадохов, опора на центральноазиатские народы, для которых Апама была дочерью местного героя Спитамена, противопоставление греко-македонской традиции, которую представлял Антигон, стали факторами победы Селевка.
Около 300 года до н. э. Селевк заключил династический брак с дочерью Деметрия Полиоркета Стратоникой. В историографии существует несколько версий относительно даты смерти Апамы. Иоанн Малала утверждал, что к моменту женитьбы Селевка на Стратонике Апама умерла. Такого же мнения придерживался немецкий историк Г. Бенгтсон, хотя не исключал, что на момент свадьбы со Стратоникой она была жива. Такой же позиции придерживался Д. Грейнджер. Македоняне практиковали полигамию. Также, согласно данным эпиграфики, ей продолжали оказывать царские почести, о чём свидетельствует посвятительная надпись в Милете 298 года до н. э.. Согласно тексту надписи, Апама не только покровительствовала милетянам, которые находились при дворе Селевка, но и поддержала инициативу своего сына по восстановлению храма Аполлона в Дидимах, а также строительству большой стои в самом Милете. В городе даже установили статую в её честь. Также, в одном из клинописных документов, который датируют самое раннее 290-м годом до н. э., упомянута «царица» Апама вместе с сыном Антиохом. По мнению Е. М. Берзон, это свидетельствует о том, что на тот момент Апама была жива и вместе со своим сыном содействовала строительству храма Бит-Реш в Уруке. Е. М. Берзон указывает, что текст документа клинописной таблички из Урука (YOS 20. 87) был опубликован лишь в 2012 году. Приведенная в нём информация позволяет пересмотреть информацию о жизни Апамы в более ранних научных статьях. Исходя из текста документа Апама не только была жива на момент его написания, но и продолжала именоваться царицей, если и не как жена Селевка, то как мать Антиоха I. Косвенно, данная информация свидетельствует о поддержке Апамой своего сына Антиоха при управлении Верхними сатрапиями.
В середине III века до н. э. официальная селевкидская пропаганда создала Апаме фиктивную родословную, которая не выдерживает какой-либо критики. Согласно ей, Апама родилась в семье Александра Македонского и дочери Дария III Роксаны. Таким образом селевкидские монархи пытались представить себя потомками как персидской царской династии Ахеменидов, так и легендарного македонского царя.

## Топонимия
В честь жены Селевк, согласно Аппиану, назвал три города в своём государстве. Из них самым известным являлась Апамея, располагавшаяся в северной Сирии на реке Оронт. Кроме сирийской Апамеи в честь жены Селевка были названы город на Евфрате и город в Хоарене. Сын Апамы Антиох после прихода к власти основал город во Фригии, который назвал в честь матери Апамеей, куда переселил жителей Келен. Ещё одну Апамею, согласно Плинию Старшему, он построил в месте слияния Тигра и Торнадота.

### Исследования
- Бенгтсон Г. Правители эпохи эллинизма. — М.: Наука, Главная редакция восточной литературы, 1982. — (По следам исчезнувших культур Востока).
- Берзон Е. М. Царь Антиох I, храм Бит-Реш и эллинистический Урук: комментарий к YOS 20. 87 // История [Электронный ресурс]. — 2023. — Т. 14, вып. 124, № 2. — doi:10.18254/S207987840024623-4.
- Ладынин И. А., Габелко О. Л., Кузьмин Ю. Н. Новая концепция династической истории эллинизма? Размышления по поводу монографии Д. Огдена (Ogden D. Polygamy, Prostitutes and Death. The Hellenistic Dynasties. London; Swansea: Duckworth — The Classical Press of Wales, 1999. XXXIV, 317 p.) // Античный мир и археология. — Саратов, 2009. — Вып. 13. — С. 120—148.
- Смирнов С. В. Государство Селевка I (политика, экономика, общество). — М.: Русский фонд содействия образованию и науке, 2013. — 344 с. — ISBN 978-5-91244-099-1.
- Grainger J. D. Seleukos Nikator (Routledge Revivals): Constructing a Hellenistic Kingdom (англ.). — New York: Routledge, 1990. — 268 p. — ISBN 978-0-415047012.
- Grainger J. D. A Seleukid Prosopography and Gazetteer. — Leiden; New York; Köln: BRILL, 1997. — (Mnemosyne, Supplements, History and Archaeology of Classical Antiquity, Volume: 172). — ISBN 90-04-10799-1.
- Heckel W. Who's Who in the Age of Alexander and his Successors. From Chaironea to Ipsos (338—301 BC) (англ.). — Barnsley: Greenhill Books, 2021. — 554 p. — ISBN 978-1-78438-648-1.
- Ogden D. Polygamy, Prostitutes and Death the Hellenistic Dynasties (англ.). — London: Duckworth&Co Ltd., 1999. — ISBN 0715629301.
- Shahbazi A. S.[англ.]. Apama 3 // Encyclopædia Iranica (англ.). — 1986. — Vol. II. — P. 150.
- Tarn W. W. Queen Ptolemais and Apama (англ.) // The Classical Quarterly. — Cambridge University Press, 1929. — Vol. 23, no. 3/4. — P. 138—141. — JSTOR 637324.
- Tarn W. W. Two Notes on Seleucid History: 1. Seleucus' 500 Elephants, 2. Tarmita (англ.) // The Journal of Hellenic Studies. — The Society for the Promotion of Hellenic Studies, 1940. — Vol. 60. — P. 84—94. — doi:10.2307/626263. — JSTOR 626263.
- Wilcken U. Apama 1 // Paulys Realencyclopädie der classischen Altertumswissenschaft :  [нем.] / Georg Wissowa. — Stuttgart : J. B. Metzler’sche Verlagsbuchhandlung, 1894. — Bd. I, 2. — Kol. 2662.